# Vincint
Vincint Cannady (nacido en 1991), conocido por el monónimo Vincint (estilizado como VINCINT), es un cantante y compositor estadounidense. Fue conocido en sus inicios como finalista en la primera temporada de la competencia de canto The Four. Lanzó su EP debut, The Feeling, el 14 de febrero de 2020. Más tarde, lanzó su primer álbum de estudio, There Will Be Tears, el 11 de junio de 2021.

## Primeros años
Vincint Cannady nació y se crio en el pueblo Filadelfia, Pensilvania. Su padre era un cantante de góspel en un grupo llamado Christ United Gospel Singers, y Vincint comenzó a cantar cuando tenía cinco años. Era tímido para cantar cuando era niño, pero su padre lo llevó a una audición para un coro de niños cuando tenía siete para fomentar su interés. Cannady también escribió su primera canción cuando tenía doce años. Vincint se crio como protestante bautista pero asistió a una escuela católica mientras crecía. Ha mencionado a Beyoncé, Whitney Houston, Céline Dion, Madonna, Britney Spears, Bjork y Regina Spektor como sus primeras inspiraciones.
Asistió a la universidad en el Berklee College of Music y se graduó del mismo en el año 2013.

## Carrera musical

### 2018-2020
Vincint apareció en la primera temporada de The Four una semana antes de la final, donde recibió el sí unánime de todos los jueces luego de interpretar la canción "Creep" de Radiohead. Tiempo después dijo en una entrevista con el Grammy Museum que los productores intentaron persuadirlo para que cantara música góspel y R&B debido a prejuicios raciales, y algunos productores masculinos se negaron a trabajar con él. En el programa, Vincint fue eliminado en la primera ronda de la competencia final junto con la concursante Zhavia Ward.
Lanzó tres sencillos en 2018: "Remember Me", "Mine" y "Marrow", que fue comercializado como su sencillo debut. Lanzó un video musical para "Marrow" el 8 de febrero de 2018. El video fue dirigido por Jake Wilson y filmado en una iglesia en el norte de Hollywood, haciendo una referencia a la educación que recibió Cannady en una escuela católica. Los dos últimos sencillos fueron producidos por Pretty Sister. Su forma de cantar oscila desde el belting hasta el falsete susurrante, y suele caracterizar su género musical como pop.
El 5 de abril de 2019, Vincint estrenó un video musical para el sencillo "Please Don't Fall in Love", dirigido por Jasper Soloff. Lanzó su EP debut, The Feeling, el 14 de febrero de 2020. Una de sus canciones, "Be Me", fue seleccionada como el himno de la quinta temporada del show de Netflix Queer Eye. También lanzó el sencillo principal de su álbum debut, "Hard 2 Forget".

### 2021-presente
El 28 de mayo de 2021, lanzó el sencillo "Kill My Heart", con Parson James y Qveen Herby. Lanzó el segundo sencillo "Getaway", con Tegan y Sara, el 9 de junio Vincint lanzó su álbum debut There Will Be Tears el 11 de junio de 2021. En su crítica, el periodista Ali Shapiro de All Things Considered se refirió al álbum como "vulnerable y lleno de canciones bailables". The Getaway Tour es la gira de conciertos debut de Cannady, en apoyo de su álbum de estudio debut, There Will Be Tears. La gira originalmente estaba programada para realizarse del 12 al 30 de enero de 2022, pero se reprogramó debido al COVID-19. Vincint anunció las fechas reprogramadas de The Getaway Tour, que se desarrolló del 5 al 29 de mayo de 2022. Interpretó la canción "Mission" en la banda sonora de la tercera temporada de la serie Love, Victor, que se lanzó el 15 de junio de 2022.

## Vida personal
Cannady es abiertamente gay y salió del armario cuando tenía dieciséis años.

## Discografía

### Álbumes de estudio
| Título              | Detalles                                                                                     | Ref.   |
| ------------------- | -------------------------------------------------------------------------------------------- | ------ |
| There Will Be Tears | - Publicado: 11 de junio de 2021 - Discográfica: Vincint Cannady - Formato: descarga digital | [ 22 ] |

### EPs
| Título      | Detalles                                                                                       | Ref.   |
| ----------- | ---------------------------------------------------------------------------------------------- | ------ |
| The Feeling | - Publicado: 14 de febrero de 2020 - Discográfica: Vincint Cannady - Formato: descarga digital | [ 23 ] |

### Singles
| Título                                                             | Año  | Álbum          |
| ------------------------------------------------------------------ | ---- | -------------- |
| "Marrow"                                                           | 2018 | Sin álbum      |
| "Remember Me"                                                      | 2018 | Sin álbum      |
| "Mine"                                                             | 2018 | Sin álbum      |
| "Someday"                                                          | 2019 | The Feeling    |
| "Save Myself"                                                      | 2020 | The Feeling    |
| "Hard 2 Forget"                                                    | 2020 | habrá lágrimas |
| "Higher" (con Alex Newell y Princess Precious)                     | 2021 | habrá lágrimas |
| "All Over Again"                                                   | 2021 | habrá lágrimas |
| "Kill My Heart" (con Parson James y Qveen Herby )                  | 2021 | habrá lágrimas |
| "Getaway" (con Tegan y Sara )                                      | 2021 | habrá lágrimas |
| "Taste So Good (The Cann Song)" (con Hayley Kiyoko, MNEK y Kesha ) | 2022 | Sin álbum      |

## Filmografía

### Televisión
| Título                                  | Año  | Role                         | notas                                | Ref.   |
| --------------------------------------- | ---- | ---------------------------- | ------------------------------------ | ------ |
| The Four                                | 2018 | Él mismo/Concursante         | Primera Temporada - Episodios 5 y 6  | [ 24 ] |
| Watch What Happens Live with Andy Cohen | 2021 | Él mismo / Estrella invitada | "Temporada Dieciocho - Episodio 139" |        |

## Premios y nominaciones
| Otorgar            | Año  | Nominado(s)/Obra(s) | Categoría                           | Resultado | Ref.   |
| ------------------ | ---- | ------------------- | ----------------------------------- | --------- | ------ |
| GLAAD Media Awards | 2022 | There Will Be Tears | Artista musical innovador destacado | Nominado  | [ 25 ] |